# Alexej Uminskij
Alexej Anatoljevič Uminskij (rusky Алексе́й Анато́льевич Уми́нский, * 3. července 1960 Moskva) je ruský pravoslavný kněz (od roku 1990), protojerej (2002), křesťanský publicista a pedagog, autor řady publikací na téma křesťanské pedagogiky a kritik Ruské pravoslavné církve, která podporuje válku na Ukrajině. Od roku 2024 žije v exilu ve Francii.

## Život
Uminskij vyrostl jako nevěřící a v mládí byl hippie. Vystudoval jazykovědu a působil jako učitel francouzštiny. Jako mladý dospělý konvertoval ke křesťanství, pokřtěn byl roku 1980 a stal se členem Ruské pravoslavné církve (Moskevského patriarchátu), kde později již jako ženatý nastoupil dráhu duchovního. 
Uminskij několik let působil jako ředitel Gymnázia sv. Vladimíra, poté jako zpovědník tohoto gymnázia a učitel náboženství. Jeho práce v televizi začala účastí v epizodách programu Kánon na kanálu TV-6. Uváděl program Každodenní záležitosti na kanálu Kultura a poté řadu Úzká brána, věnovanou životům svatých. Většinu svých knih vytvořil tak, že je namluvil do magnetofonu. V roce 2010 mu byl udělen Řád sv. Serafína ze Sarova III. stupně.
Od roku 1993 do začátku ledna 2024 byl Uminskij rektorem moskevského kostela Nejsvětější Trojice v Chochlech. V roce 2022 vedl na hřbitově obřady při pohřbu Michaila Gorbačova. 
Dne 16. listopadu 2023 poskytl arcikněz Uminskij videorozhovor kanálu Živoj gvozď Alexeje Venediktova, v němž kritizoval válečnou rétoriku některých kněží, používanou i během liturgie (textová verze tohoto rozhovoru byla zveřejněna na webu online publikace Echo). V odpovědi na otázku jednoho z posluchačů Uminskij poradil pravoslavným křesťanům, kteří nechtějí navštěvovat kostel, kde se „modlí za vítězství a za podporu Severního vojenského okruhu“, aby hledali kněze, kteří se „tolik nesnaží ... při bohoslužbách posílit vojenského ducha“ a „modlí se více za mír než za vítězství“. Biskup Pitirim (Tvorogov) krátce po tomto rozhovoru označil Uminského postoj za „jednu z metastáz hrozné nemoci liberalismu, která pronikla do naší církve a zničí naši vlast“.
Dne 3. ledna 2024 byl Uminskij dekretem patriarchy Kirilla odvolán ze své funkce představeného chrámu a byla mu zakázána kněžská služba. Média i církevní a veřejné osobnosti tento zákaz spojila s protiválečnými a pacifistickými prohlášeními Uminského. Uminskij pak byl postaven před církevní soud, který ho 13. ledna téhož roku zbavil kněžství za údajné porušení kněžské přísahy. Poté se Uminskij odvolal ke konstantinopolskému patriarchovi a 27. února 2024 byl konstantinopolským církevním soudem rehabilitován. Potom byl přijat za duchovního Konstantinopolského ekumenického patriarchátu a od dubna 2024 slouží v pravoslavném chrámu Panny Marie v Paříži.